# Bachimeto
Bachimeto är en ort i Mexiko.   Den ligger i kommunen Navolato och delstaten Sinaloa, i den västra delen av landet, 1 100 km nordväst om huvudstaden Mexico City. Bachimeto ligger 13 meter över havet och antalet invånare är 986.
Terrängen runt Bachimeto är mycket platt. Runt Bachimeto är det ganska tätbefolkat, med 155 invånare per kvadratkilometer. Närmaste större samhälle är Navolato, 5,0 km nordost om Bachimeto. Trakten runt Bachimeto består till största delen av jordbruksmark.